# أكاديمية الرياضيات والعلوم والهندسة (الولايات المتحدة)
أكاديمية الرّياضيات والعلوم والهندسة ( AMSE ) عبارة عن برنامج للمدارس الثّانوية العامّة مدّته أربع سنوات يهدف إلى إعداد الطّلاب لمهن العلوم والتّكنولوجيا والهندسة والرّياضيات. يقع في حرم مدرسة موريس هيلز الثّانوية في روكاواي، نيو جيرسي ، الولايات المتّحدة، وهو جهد مشترك بين منطقة المدارس المهنيّة في مقاطعة موريس ومنطقة موريس هيلز الإقليميّة.
AMSE هي واحدة من 17 أكاديمية مهنيّة تابعة لمنطقة المدارس المهنيّة في مقاطعة موريس، والّتي تدير عمليّة القبول لطلّاب AMSE المحتملين. بدأ البرنامج في عام 2000 بحجم فصل أوّلي يبلغ 26 طالبًا، ولكن في عام 2017، تمّت زيادة حجم الفصل إلى 48 طالبًا.
اعتبارًا من العام الدّراسي 2021-22، بلغ عدد الطّلاب المسجلين بالمدرسة 180 طالبًا.

## تاريخ

### خلفية
عندما بدأ الاهتمام بالمواضيع المهنيّة التّقليدية في الانخفاض في التّسعينيات، بدأت مناطق المدارس المهنيّة في نيوجيرسي في تجربة برامج جديدة تلبّي احتياجات الطّلاب الموهوبين المهتمّين بالمهن في مجال التّكنولوجيا العالية والعلوم. تأسّست مدرسة مقاطعة هدسون الثّانوية للتّكنولوجيا في عام 1991،  وأكاديميّات مقاطعة بيرغن في عام 1992، ومدرسة مقاطعة يونيون ماجنت في عام 1997. تمّ إنشاء المدارس كبرامج بموجب تشريعات التّعليم المهني والتّقني في نيوجيرسي، ويُشْرَف على المدارس من قبل مكتب الاستعداد الوظيفي التّابع لوزارة التّعليم في نيوجيرسي، والّذي يدير معاييرها والموافقة عليها.  
تم اقتراح AMSE لأوّل مرّة على مجلس مقاطعة موريس للمالكين الأحرار المختارين (الآن مجلس مفوضي المقاطعة) في شهر نوفمبر عام 1997 باسم "أكاديميّة مقاطعة موريس للرّياضيات والعلوم والهندسة". طلب جيمس ديوركين، المشرف على المجلس المهني لمقاطعة موريس، من أصحاب الأحرار مبلغ 5 ملايين دولار لبناء مدرسة جديدة للتّكنولوجيا الفائقة في حرم كلية مقاطعة موريس في راندولف. تمّ تصميم البرنامج الجديد على غرار المدرسة الثّانوية للتكنولوجيا العالية في مقاطعة مونماوث، والّتي افتتحت في عام 1991، وسيفتح البرنامج الجديد مع 60 طالبًا، ويتوسّع في النّهاية إلى 240 طالبًا، والّذين سيأخذون ما يصل إلى 40 ساعة معتمدة من الدّورات الجامعيّة في كليّة المقاطعة.
على الرغم من أن كلية المقاطعة دعمت هذا المفهوم، إلا أن أصحاب الأحرار أثاروا مخاوف بشأن التّكلفة العالية للاقتراح، والّتي، إلى جانب عدد من المشاريع الأخرى الّتي تمّ التّخطيط لها بالفعل، من شأنها أن تزيد من تراكم الدّيون وزيادة العبء على دافعي الضّرائب. أشار أصحاب الأحرار أيضًا إلى مخاوف من أنّ البرنامج قد يكون ببساطة "تكرارًا لما [تمّ تقديمه] من قبل المناطق الأخرى" ونقص الدّعم من بعض مشرفي المنطقة بسبب المنافسة المتزايدة الّتي ستجلبها الأكاديمية الجديدة.
عملت ديووركن على جمع الدعم من مشرفي المنطقة بالإضافة إلى قادة الصناعة والكليات المحلية. وافق أصحاب الأحرار في النهاية على اقتراح منقح في أكتوبر 1999 وبموجب الخطة الجديدة، تم اقتراح AMSE وثلاث أكاديميات أخرى مرة أخرى، ولكن الآن كبرامج متخصصة داخل المدارس الثانويّة العامّة الحاليّة، ممّا أدّى إلى خفض تكلفتها بشكل فعّال. ساعد المشرف على منطقة المدارس الثّانوية الإقليميّة في موريس هيلز في ذلك الوقت، جيمس ماكنسبي، في جلب AMSE إلى مدرسة موريس هيلز الثانوية. تمّ استبدال المبنى المهني القديم بالمدرسة باستخدام 1.4 مليون دولار من أموال المقاطعة. المبنى الجديد (المسمّى "مركز الدّكتور جيمس جيه ماكنسبي للتّكنولوجيا" تكريما للمشرف) هو بمثابة مقرّ الأكاديميّة. فتحت الأكاديمية أبوابها أمام 24 طالبًا في 5 سبتمبر 2000، وأقيم حفل قص الشريط في 11 من شهر أكتوبر عام 2000.

### تغييرات البرنامج
بدءًا من دفعة عام 2021، تمت زيادة عدد طلاب الأكاديمية من 26 إلى 48 طالبًا. في بيان لصحيفة هيلتوبر، صحيفةميرور هيلز الطلابية، وصفت مديرة الأكاديميّة شيريل جيوردانو الأساس المنطقي وراء توسّع المدرسة، قائلة "كنّا نرفض الطّلاب الموهوبين للغاية الذين لديهم شغف بالعلوم والتّكنولوجيا والهندسة والرّياضيات وأرادوا أن يكونوا في برنامج يساعد في رعاية اهتماماتهم."
في عام 2021، أعلنت الّلجنة التّوجيهية AMSE، وهي مجموعة من الإداريّين من كل من منطقة مدارس موريس هيلز المهنيّة ومنطقة موريس هيلز الإقليميّة، عن تغييّرات في AMSE. وبموجب التغييرات المقترحة، ستتمّ إعادة تسمية البرنامج إلى "أكاديميّة الهندسة"، وسيتم إلغاء الكتلة الصّفرية، ولن يُطلب من الطّلاب بعد ذلك حضور دروس العلوم الإنسانية بمرتبة الشّرف. تمّ إلغاء التغييرات بعد أن نجح الطّلاب في تقديم استئناف إلى مجلس التّعليم في مقاطعة موريس المهنيّة في نوفمبر، بحجّة أنّ التّغييرات ستضرّ بالبرنامج و"ثقافة الأكاديميّة لسنوات قادمة".

## الجوائز والتقدير

لافتة على المبنى الرئيسي لموريس هيلز تحمل شعار AMSE

في تصنيفاتها لعام 2023، صنفت شركة نيش الأكاديمية على أنها الأولى في أفضل المدارس الثّانوية للعلوم والتكنولوجيا والهندسة والرّياضيات في أمريكا، وهي زيادة عن تصنيف 2022، حيث احتلّت المدرسة المرتبة التاسعة. صنفت نيش أيضًا الأكاديمية في المرتبة الثّانية في تصنيف أفضل معلمي المدارس الثانوية العامة في أمريكا والمرتبة التاسعة في تصنيف أفضل المدارس الثانوية الجذابة في أمريكا في عام 2023. بالنسبة للعام الدراسي 2020-2021، صنّفت سكول ديجر AMSE في المرتبة الثالثة من بين جميع المدارس الثّانوية العامّة في نيوجيرسي.
تمّ تصنيف الأكاديميّة كثاني أفضل مدرسة ثانويّة في أمريكا في تصنيف مجلّة نيوزويك لعام 2016 "لأفضل المدارس الثّانوية الأمريكيّة"، وهو ارتفاع طفيف عن تصنيف مجلّة نيوزويك لعام 2015 الّذي احتلّت فيه المرتبة الثّالثة كأفضل مدرسة ثانويّة في أمريكا. ومع ذلك، انخفض تصنيف المدرسة في نيوزويك في عام 2016 عندما بدأ احتساب درجات AMSE SAT ضمن مدرسة موريس هيلز الثانوية، وحصلت AMSE على المرتبة 79 كأفضل مدرسة ثانويّة في مجال العلوم والتكنولوجيا والرّياضيات في البلاد في عام 2020 حصل فصل 2021 على متوسط درجات في اختبار SAT قدره 1517.
تمّ اعتماد منطقة المدارس المهنيّة في مقاطعة موريس من قبل لجنة المدارس الابتدائية والثانوية التابعة لرابطة الولايات الوسطى للكليات والمدارس، والأكاديمية أيضًا عضو في الاتحاد الوطني لمدارس العلوم والتّكنولوجيا والهندسة والرّياضيات الثّانوية.

## حرم الجامعة

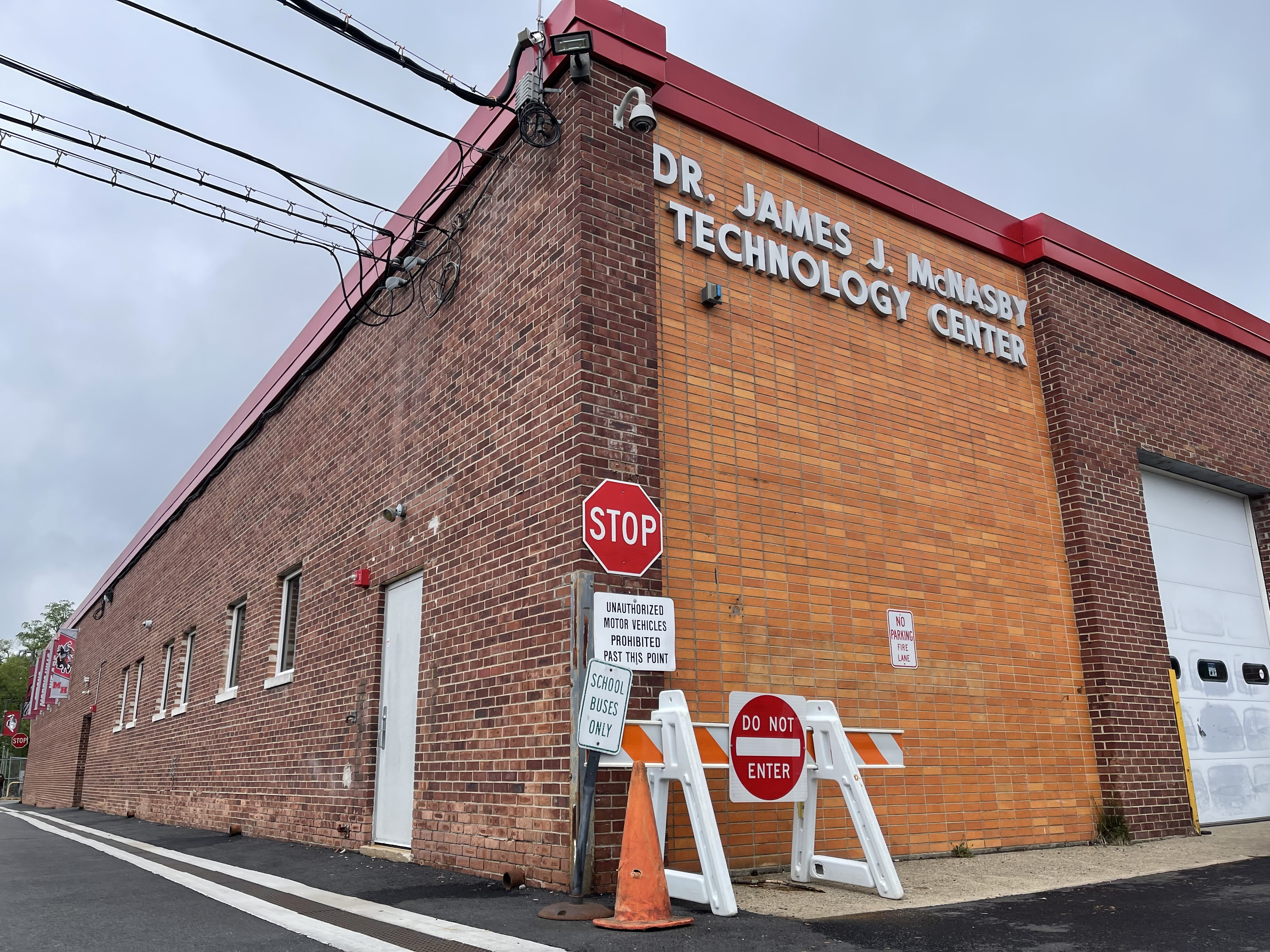
الدكتور جيمس. مبنى J. McNasby للتكنولوجيا

على الرغم من أن الأكاديمية عبارة عن برنامج في منطقة المدارس المهنية في مقاطعة موريس (يقع الحرم الجامعي الرئيسي في دنفيل)، فهي أكاديمية تابعة تقع في حرم مدرسة موريس هيلز الثانوية. منذ إنشائها في عام 2000، تم مقر الأكاديمية في مركز الدكتور جيمس جيه ماكنسبي للتكنولوجيا، وهو مبنى صغير وحديث في حرم موريس هيلز منفصل عن المبنى الرئيسي الذي يوفر مرافق لمتجر السّيارات ومختبر التّصميم بمساعدة الكمبيوتر ( بما في ذلك طابعة ثلاثيّة الأبعاد)، وورشة عمل الرّسومات (بما في ذلك الرّاسمات الكبيرة وطابعات الشّاشة). يحضر الطّلاب المسجّلون في الأكاديميّة الفصول الدّراسية في كلا المبنيين. تسمح الطّبيعة المشتركة للبرنامج للطّلاب بالاستمتاع بالتّفاعل الطّبيعي مع طلاب المدارس الثّانوية العامّة في موريس هيلز.
في عام 2017، تمّ تركيب سقف جديد وإنشاء مساحة للصناعة في المبنى.
يعتبر القبول في الأكاديمية تنافسيًا، ففي العام الدراسي 2021-2022، تمّ قبول 28.4% من المتقدّمين. تتلقّى AMSE عادةً أكبر عدد من الطّلبات من بين جميع برامج منطقة المدارس المهنيّة في مقاطعة موريس.
لكي يكون الطلاب مؤهلين للبرنامج، يجب أن يقيم الطلاب في مقاطعة موريس وأن يكونوا قد حصلوا على مادة الجبر 1 في الصّف الثّامن. يقدّم جميع المتقدّمين التّوصيات ودرجات المدرسة الإعداديّة و"إرسال الفيديو". يخضع جميع الطّلاب المتقدّمين لبرامج منطقة مدارس مقاطعة موريس المهنيّة لنفس اختبار فنون الّلغة الإنجليزية، ولكن يجب على المتقدمين لـ AMSE إجراء اختبار رياضيات مختلف بناءً على مفاهيم الجبر 1. يتمّ تجميع درجات الطلاب وفقًا لقواعد التّقييم، وإذا كان عدد المتقدّمين الّذين حصلوا على درجات أعلى من الحدّ المحدّد مسبقًا أكبر من عدد المقاعد في البرنامج، يتمّ استخدام عملية اختيار عشوائي للاختيار من بين الطّلاب الّذين حصلوا على درجات أعلى من الحدّ الأقصى المحدد مسبقًا قطع. يجب على الطّلاب الجدد المقبولين حضور برنامج صيفيّ إلزاميّ لمدّة أسبوعين، حيث يشارك الطّلاب في CAD، وتحليل الرّياضيات 1، وAP للفيزياء 1، وفصول العلوم الإنسانيّة.
في العام الدّراسي 2020-2021، كان 65-70% من الطّلاب ذكورًا و30-35% إناثًا. 81.2% من الطّلاب كانوا من الآسيويّين، و13.6% من البيض، و1.9% من ذوي الأصول الأسبانيّة. كانت هناك مخاوف بشأن تنوّع المدرسة ونقص تمثيل الطّلاب السّود والأسبان.
يتم تمويل AMSE في الغالب من أموال دافعي الضّرائب في الولايات والمقاطعات والفيدراليين.تفرض منطقة المدارس المهنيّة في مقاطعة موريس أيضًا رسومًا دراسيّة على المناطق المرسلة لطلابها، والمناطق التّعليمية العامّة الّتي كانوا سيلتحقون بها. الرّسوم، المفصّلة في اتّفاقية التّعاون بين المنطقتين، مقسّمة بينهما؛ تتلّقى منطقة موريس هيلز الإقليميّة 91% من الرّسوم الدّراسية لكل تلميذ شهريًّا.

## اللامنهجية
يمكن للطّلاب المشاركة في الأنشطة اللامنهجية مع الطلاب الآخرين في مدرسة موريس هيلز الثانوية، والتي تقدم أكثر من 80 ناديًا و29 رياضة. تمكّن الطلاب أيضًا، في مناسبات نادرة، من المشاركة في الأنشطة في منطقة المدارس العامّة التي كانوا سيحضرونها إذا لم يحضروا AMSE، "منطقتهم المرسلة"، بموافقة مجلس التّعليم في تلك المنطقة. تتكوّن بعض المجموعات الطّلابية في موريس هيلز بشكل أساسيّ من طلاب AMSE، مثل فريق التّنس للبنين.

## الأكاديميين
يجب على طلاب الأكاديمية تجميع 170 ساعة معتمدة للتخرج، و50 ساعة معتمدة أكثر من متطلبات التخرج في ولاية نيوجيرسي و30 ساعة معتمدة أكثر من متطلبات التّخرج في مدرسة موريس هيلز الثّانوية. ومن خلال القيام بذلك، يجب على الطّلاب تلبية مجموعات متعدّدة من المتطلبات الّتي تفرضها الولاية والمنطقة التعليميّة والأكاديميّة نفسها.
تشمل متطلبات الدولة التربية البدنية سنويًا، وسنة واحدة للغة أجنبية، وسنة واحدة للفنون الجميلة، وسنة واحدة لمحو الأمية التجارية والمالية، وفصل واحد لإتقان الكمبيوتر. من النّاحية العمليّة، يتمّ استيفاء متطلبات العمل من خلال دورة استراتيجيات الأعمال الأكاديميّة الإلزاميّة، ويتمّ استيفاء متطلبات الكمبيوتر من خلال دورات CAD الإلزامية، ويستغرق معظم الطّلاب ثلاث أو أربع سنوات من اللغة وفقًا لتوصيات الجامعات الانتقائية للغاية. المتطلبات الوحيدة المتبقّية الّتي يجب على الطّلاب الانتباه إليها هي متطلبات الفنون البصريّة والأدائيّة. يمكن استيفاء متطلبات الفن من خلال عروض موريس هيلز التي تتكوّن من الكورس والفرقة الموسيقيّة ومجموعة الأوتار وتقدير الموسيقى وأساسيات الموسيقى 1 ونظرية الموسيقى AP والفنون التّأسيسية والرّسم والتّلوين والفن الرقمي والتصميم و AP ستوديو الفن و AP تاريخ الفن، من بين أمور أخرى.
متطلبات دورة الأكاديمية مذكورة أدناه. والجدير بالذكر أن الطلاب يدرسون منهج العلوم من خلال دراسة الفيزياء، ثمّ الكيمياء، ثمّ علم الأحياء في منهج يسمى "الفيزياء أولاً". يجب أن يأخذ الطّلاب دورات متعدّدة في العلوم والتّكنولوجيا، مثل الصّياغة والهندسة بمساعدة الكمبيوتر. يجب على الطّلاب أيضًا دراسة الرّياضيات لمدة أربع سنوات بدلاً من ثلاث، أي أكثر بسنة واحدة من متطلبات الولاية والمنطقة.
تعمل الأكاديمية على نظام تصنيف ربع سنوي وتستخدم مقياسًا رقميًا مكونًا من 100 نقطة. وبالتالي فإن متوسط درجاتك يعتمد على 100 بدلاً من 4.0 التقليدية التي تستخدمها العديد من المدارس الثانوية الأخرى. تحصل دورات الشّرف على 5 نقاط إضافيّة عند احتسابها في حساب المعدل التّراكمي، وتتلقى دورات المستوى المتقدّم 10 نقاط إضافيّة عند احتسابها في حساب المعدّل التّراكمي. لا يتمّ تصنيف طلّاب الأكاديمية بسبب القدرة التّنافسية للبرنامج وصغر حجم الفصل.

### المنهج حسب السنة
يتم تدريس جميع الدورات المشار إليها بـ "الأكاديمية" على مستوى مرتبة الشرف ويتم تدريسها لطلاب الأكاديمية فقط. غالبًا ما تكون هذه الدورات أكثر صرامة من نظيراتها الّتي يتمّ تدريسها لطلّاب موريس هيلز. تمثّل كافّة الدّورات التدريبية التي يشار إليها بـ "AP" دورات تدريبية ضمن برنامج المستوى المتقدم الّذي يقدمه مجلس الكلية. يتمّ تدريس هذه الدّورات لمجموعة مختلطة من الطّلاب من الأكاديمية وموريس هيلز، باستثناء السّنة الأولى AP للفيزياء1.

#### طالب في السنة الأولى
- أكاديمية AP الفيزياء 1
- الهندسة ح
- أكاديمية التحليل الرياضي 1 ( الجبر 2 وعلم المثلثات )
- مقدمة أكاديمية للتصميم بمساعدة الكمبيوتر ( CAD )
- اللغة الإنجليزية الأكاديمية 1
- أكاديمية الدراسات الاجتماعية 1
- التربية البدنية / الصحة 9
- اثنين الاختيارية

الطّلاب الجدد الّذين يدخلون AMSE بعد أن أخذوا بالفعل دورة في الهندسة في المدرسة المتوسّطة مؤهّلون للخروج من الدّورة من خلال اختبار نهاية الدّورة. الطّلاب الّذين يحصلون على درجة النجاح يأخذون دورة اختيارية إضافية.

#### السنة الثانية
- أكاديمية التحليل الرياضي 2 ( ما قبل التفاضل والتكامل )
- كيمياء أب
- أكاديمية أساسيات الهندسة (CAD 2)
- أكاديمية الهندسة وتطوير المنتجات 1
- أكاديمية اللغة الإنجليزية 2
- أكاديمية الدراسات الاجتماعية 2
- التربية البدنية / الصحة 10
- اثنين الاختيارية

#### السنة الإبتدائية
- حساب التفاضل والتكامل: إما AP Calculus BC أو AP Calculus AB أو حساب التفاضل والتكامل والهندسة التحليلية H
- AP علم الأحياء
- أكاديمية الهندسة وتطوير المنتجات 2
- استراتيجيات الأعمال الأكاديمية
- اللغة الإنجليزية : إما اللغة والتركيب AP ، أو الأدب والتأليف AP ، أو اللغة الإنجليزية 11 هـ
- التاريخ : إما تاريخ الولايات المتحدة AP ، أو تاريخ الولايات المتحدة اتفاق السلام الشامل 2
- التربية البدنية / الصحة 11
- اثنين الاختيارية

#### سنة التخرج
- أكاديمية الاقتصاد الكلي (دورة فصل دراسي)
- أكاديمية الكتابة الفنية (دورة فصل دراسي)
- أكاديمية التكنولوجيا الحيوية
- أكاديمية الهندسة وتطوير المنتجات 3
- تدريب كبار الأكاديمية (نجاح / رسوب)
- الرياضيات: إما حساب التفاضل والتكامل 3 H أو AP Statistics أو AP Computer Science A
- اللغة الإنجليزية: إما اللغة والتأليف AP ، أو الأدب والتأليف AP ، أو CPA English 12، أو الكتابة الإبداعية، أو التعلم الخدمي
- أربعة اختيارية

### تسلسل تطوير المنتج
فريدة من نوعها بالنسبة لـ AMSE نفسها هي تسلسل الهندسة وتطوير المنتجات الذي يمتد لثلاث سنوات، والذي يمتد لطالب الأكاديمية في السّنة الثّانية والمبتدئين والسّنوات الأخيرة. تهدف دورات الهندسة وتطوير المنتجات إلى "إنشاء مهندسين ذوي خبرة جيدة في مجال الإلكترونيّات والرّوبوتات والصّياغة والهندسة الميكانيكية والتّصنيع وتطوير المنتجات".

#### أكاديمية الهندسة وتطوير المنتجات 1
الجزء الأول من سلسلة الهندسة وتطوير المنتجات، والذي تم التقاطه في السنة الثانية لطلاب الأكاديمية، يركز بشكل أساسي على الإلكترونيات والروبوتات. سيكتسب الطلاب الذين يأخذون الدورة، والّتي هي في المقام الأوّل عملية، خبرة في العمل مع مختلف الأدوات اليدويّة والمكوّنات الإلكترونيّة ومكوّنات الرّوبوتات. الوحدات داخل الدّورة.

#### أكاديمية الهندسة وتطوير المنتجات 2
الجزء الثّاني من سلسلة الهندسة وتطوير المنتجات تم أخذه في السنة الأولى لطالب الأكاديمية. سيتم وضع الطلاب في بيئة ورشة الأخشاب لمدة نصف الدورة، مع التركيز على أنواع مختلفة من الأخشاب، والمناشير المختلفة، والمواد الكاشطة، والتشطيبات، وما إلى ذلك. يتم قضاء النّصف الآخر من الدّورة في بيئة تشغيل المعادن والتّصنيع، مما سيوفّر للطّلاب خبرة في استخدام آلات العمل، وتقنيات الّلحام، والطّحن اليدوي والطّحن باستخدام الحاسب الآلي، وما إلى ذلك.

#### أكاديمية الهندسة وتطوير المنتجات 3
تدور أحداث الجزء الثّالث من سلسلة الهندسة وتطوير المنتجات في السّنة الأخيرة لطلاب الأكاديميّة. تهدف الدورة إلى أن تكون تتويجًا لكلّ دورة سابقة في الهندسة وتطوير المنتجات، كما تتضمّن أيضًا مبادئ مهمة كان طلاب الأكاديميّة قد تعلموها في دورات العلوم والرّياضيات السّابقة. يتمّ تقسيم الطّلاب الملتحقين بالدّورة إلى فرق مكونة من أربعة أشخاص تقريبًا، حيث يقومون "بتصميم وتطوير وتنفيذ منتج من اختيارهم يتمحور حول الحاجة إلى حلّ مشكلة عالمية". تتضمّن ختام الدّورة "معرضًا هندسيًّا". حدث مسائي يقدم فيه كل فريق نموذج ألفا النّهائي الخاص به للأطراف المهتمّة، بما في ذلك المتخصّصين في الصناعة. تنقسم عمليّة تطوير المنتج إلى وحدة تمهيديّة بالإضافة إلى ستّة "معالم رئيسيّة".

### عروض المواضع المتقدمة
يمكن لطلاب الأكاديمية الاختيار من قائمة شاملة تضم 27 دورة تحديد مستوى متقدم تقدمها مدرسة موريس هيلز الثانوية. كجزء من منهج AMSE، سيتم تسجيل طلاب الأكاديمية في AP للفيزياء 1 خلال عامهم الأول، وAP للكيمياء خلال عامهم الثاني، وAP بيولوجي خلال عامهم الأوّل. يوفّر منهج الأكاديمية 10 دورات اختياريّة يتمّ تدريسها على مدى أربع سنوات للطّالب في AMSE، مما يسمح للطّلاب باختيار العديد من المواد الاختياريّة للتّنسيب المتقدم في جميع أنحاء المدرسة الثّانوية. يمكن أن يتأثر العدد الدّقيق للفتحات الاختياريّة التي يمكن ملؤها من خلال دورات المستوى المتقدّم بالتّنسيب خارج الأكاديمية مع مرتبة الشّرف في الهندسة، والرّغبة في مواصلة دراسة لغة أجنبيّة، وكيفيّة اختيار طالب الأكاديمية للوفاء بمتطلبات التّخرج من الدّورة الفنية.
تقدم مدرسة موريس هيلز الثانوية للطلاب خيار أداء أي اختبار تحديد مستوى متقدم يقدمه مجلس الكلية، حتى تلك الاختبارات التي لا يوجد لها دورة تدريبية مقابلة في المدرسة. يمكن للطلاب اختيار الدراسة الذاتية لمثل هذه الدورات خلال العام الدّراسي من خلال برنامج الموهوبين والموهوبين بالمدرسة. يحصل جميع طلاب الأكاديميّة تقريبًا على اعتمادات جامعية أثناء وجودهم في المدرسة الثّانوية. يتمّ الحصول على معظم هذه الاعتمادات من خلال الدّرجات العالية الّتي تمّ تحقيقها في اختبارات تحديد المستوى المتقدّم، بالإضافة إلى الدّورات التّدريبية المعتمدة من معهد نيوجيرسي للتّكنولوجيا، والتي أبرمت AMSE اتّفاقية تعاون معها.

### التدريب في السنة العليا
يعد التّدريب الدّاخلي في السّنة الأخيرة عنصرًا إلزاميًا في منهج الأكاديمية ولا يمكن للطّلاب التّخرج دون إكمال تدريب واحد (أو أكثر) يبلغ إجماليه مائة ساعة. يجب أن تتم الموافقة على التّدريب من قبل مجلس التّعليم في منطقة المدارس المهنية بمقاطعة موريس ويجب أن يكون مرتبطًا بشكل واضح بمجالات الرّياضيات والعلوم والهندسة.